# Opel Frontera (2024)
Opel Frontera – samochód osobowy typu crossover klasy kompaktowej produkowany pod niemiecką marką Opel od 2024 roku. Światowa premiera nowego Opla Frontery 2024 odbyła się w Stambule. Polska premiera miała miejsce w Warszawie, gdzie zaprezentowano go polskim dziennikarzom.

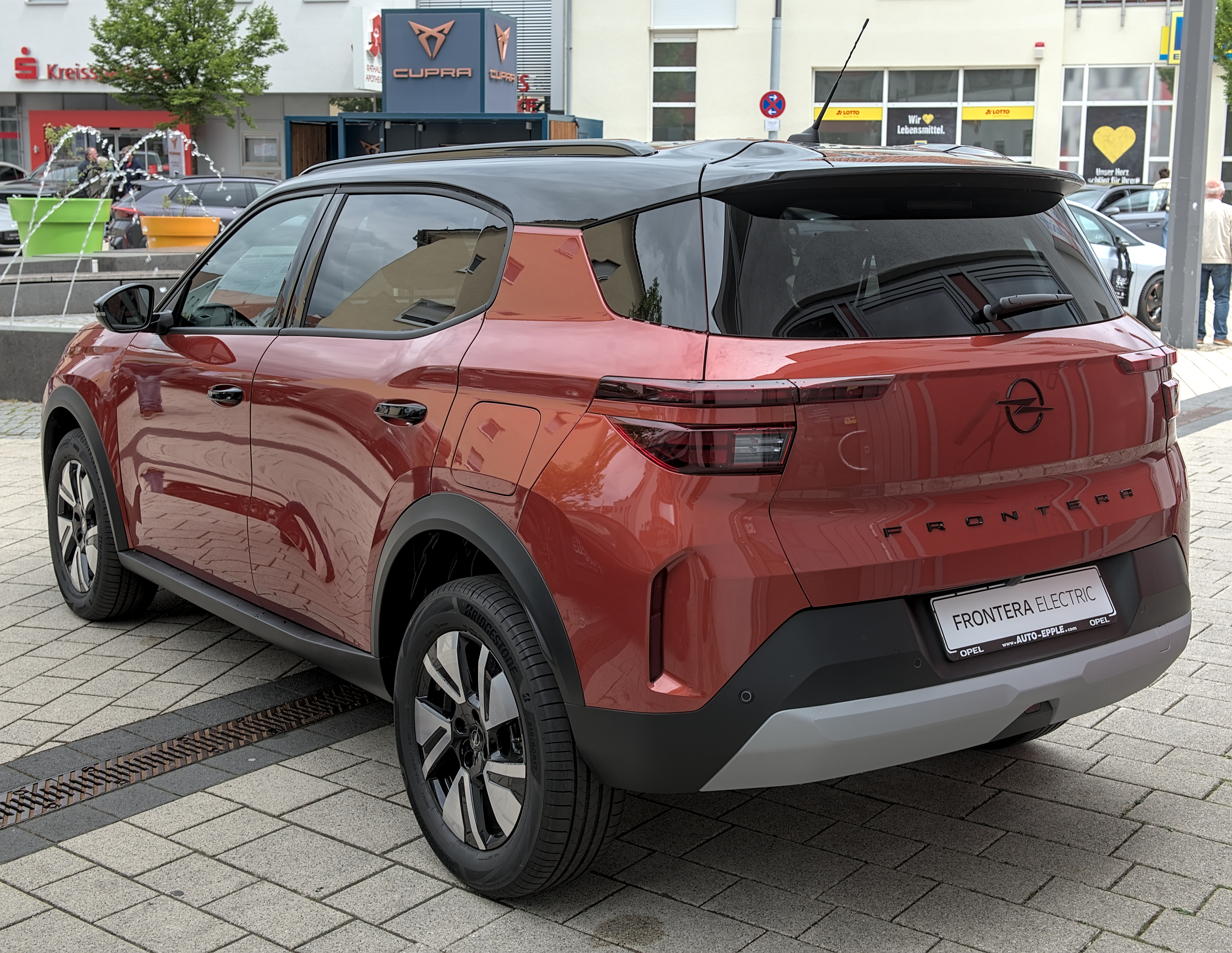
Opel Frontera - tył

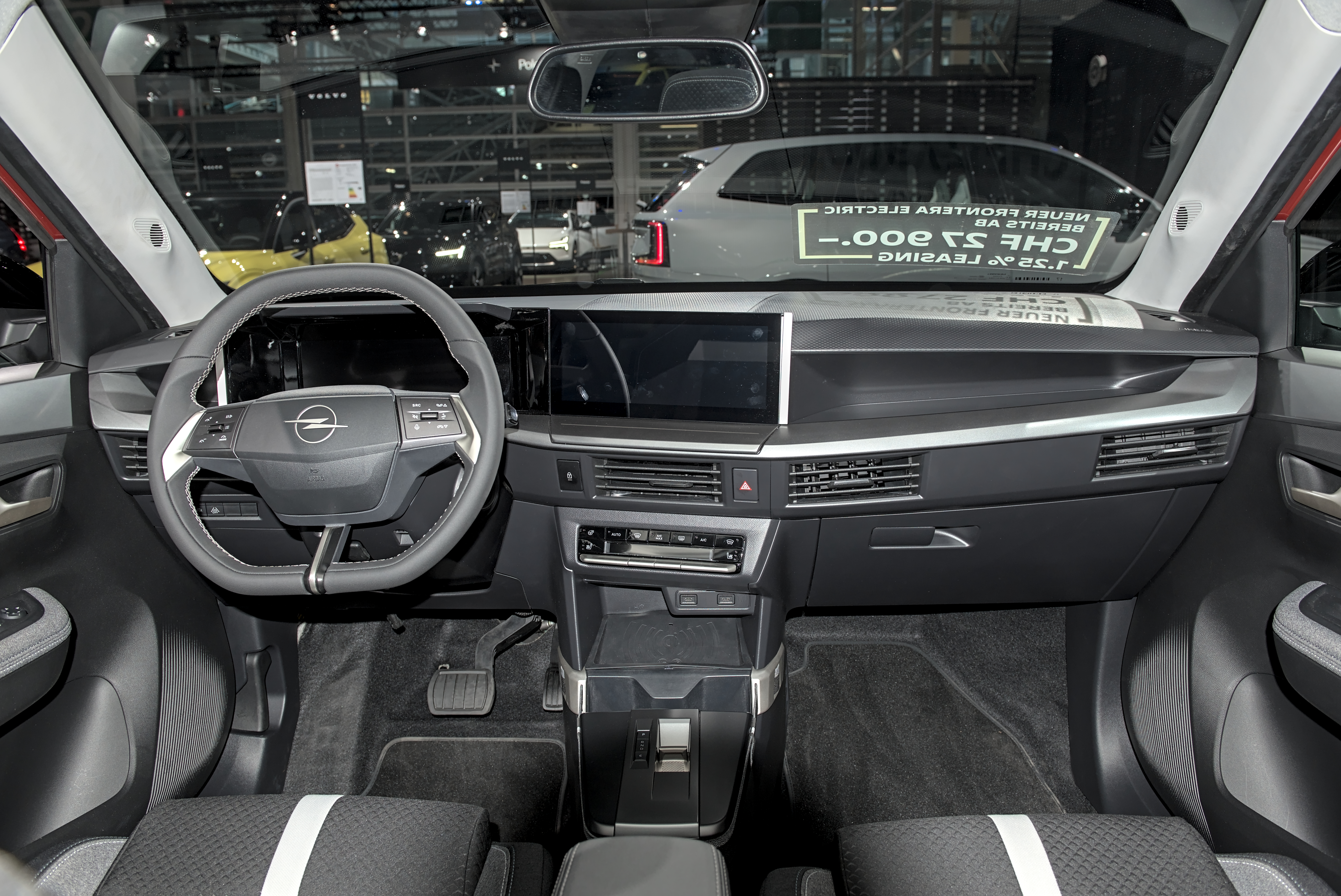
Opel Frontera - wnętrze

Samochód jest miejskim crossoverem. Nazwa auta nawiązuje do Opla Frontery, produkowanego w latach 1991 - 2004.
Nowy Opel Frontera 2024 to zupełnie nowa generacja modelu, która zastępuje w gamie Opla model Crossland. Zmiany w stosunku do poprzednika są ogromne, zarówno pod względem stylistyki, jak i charakteru pojazdu.
Nowy Opel Frontera 2024 nawiązuje do poprzednika (starej Frontery) przede wszystkim nazwą, która ma przywołać skojarzenia z samochodem terenowym. Jednak nowy model to zupełnie inna konstrukcja - crossover segmentu C, spokrewniony z Citroënem C3 Aircross. Stara Frontera to terenówka, a nowa jest miejskim crossoverem, który opcjonalnie może być 7-miejscowy.

## Wersje wyposażenia
- Edition
- GS
- Tech
- Komfort

Opel Frontera 2024 w standardowym wyposażeniu oferuje m.in. 10-calowy wyświetlacz dla kierowcy, stację do smartfona, OpelConnect z usługami telematycznymi oraz reflektory Intelli-LED z asystentem świateł drogowych. Dodatkowo, wersja podstawowa, Frontera Edition, zawiera manualną klimatyzację, 16-calowe stalowe obręcze kół, czujniki parkowania z tyłu, elektryczne wspomaganie kierownicy, hamulec postojowy sterowany elektrycznie, system monitorowania ciśnienia w oponach, a także szereg systemów bezpieczeństwa.

## Silniki
| Silnik                  | Pojemność skokowa [cm³] | Moc maksymalna [KM] ( [kW] ) przy obr./min | Maks. moment obrotowy [Nm] przy obr./min | Układ i liczba cylindrów | Układ rozrządu/liczba zaworów | Przyśpieszenie 0-100 km/h (s) | Prędkość maksymalna km/h | Spalanie miasto/trasa/średnio (l/100km) | Emisja CO2 (g/km) |
| 1.2 Turbo Hybrid (MHEV) | 1199                    | 100(74)/ 5500 19(14)(MHEV)                 | 205/ 1750 55(MHEV)                       | R3                       | 12                            | 11,0                          | 160                      | 6,6/4,9/5,5                             | 123               |
| 113 KM Electric (BEV)   | 0                       | 113(83)                                    | 260                                      | -                        | -                             | 12,1                          | 140                      | 18,2 kWh                                | 0                 |